# Peter Müller (Fußballspieler, 1948)
Peter Müller (* 11. Oktober 1948) ist ein ehemaliger deutscher Fußballspieler.

## Laufbahn
Der Stürmer sammelte 1972 erste Erfahrungen in der zweitklassigen Regionalliga West beim VfR Neuss, mit dem er in die Verbandsliga Niederrhein abstieg. Nachdem er Jahr für Jahr in den Torjägerlisten weit vorne gelandet war, wechselte Müller 1976 zum amtierenden Niederrheinmeister 1. FC Bocholt. Mit dem Verein wurde er 1977 Vizemeister der Verbandsliga und stieg in der folgenden Aufstiegsrunde in die 2. Fußball-Bundesliga auf. Für Bocholt bestritt Müller in den Spielzeiten 1977/78 und 1980/81 insgesamt 58 Partien in der zweiten Liga und erzielte dabei 12 Tore. In der Saison 1979/80 wurde er mit dem Verein Meister der Oberliga Nordrhein und nahm an der deutschen Amateurmeisterschaft teil. Im August 1980 erzielte Peter Müller in der Zweitligapartie gegen Rot-Weiß Lüdenscheid das „Tor des Monats“ der ARD-Sportschau. Für den 1. FC Bocholt spielte er noch bis 1983 in der Oberliga Nordrhein und ließ dann seine Karriere beim Lokalrivalen SC 26 Bocholt ausklingen.